# Norsjön (Åsele socken, Lappland, 714082-160267)
Norsjön är en sjö i Åsele kommun i Lappland och ingår i Lögdeälvens huvudavrinningsområde. Sjön har en area på 0,3 kvadratkilometer och ligger 444,1 meter över havet.

## Delavrinningsområde
Norsjön ingår i det delavrinningsområde (714109-160361) som SMHI kallar för Utloppet av Norsjön. Medelhöjden är 455 meter över havet och ytan är 2,59 kvadratkilometer. Det finns inga avrinningsområden uppströms utan avrinningsområdet är högsta punkten. Vattendraget som avvattnar avrinningsområdet har biflödesordning 2, vilket innebär att vattnet flödar genom totalt 2 vattendrag innan det når havet efter 153 kilometer. Avrinningsområdet består mestadels av skog (71 procent) och sankmarker (16 procent). Avrinningsområdet har 0,3 kvadratkilometer vattenytor vilket ger det en sjöprocent på 11,5 procent.